# Kirin Cup 1987

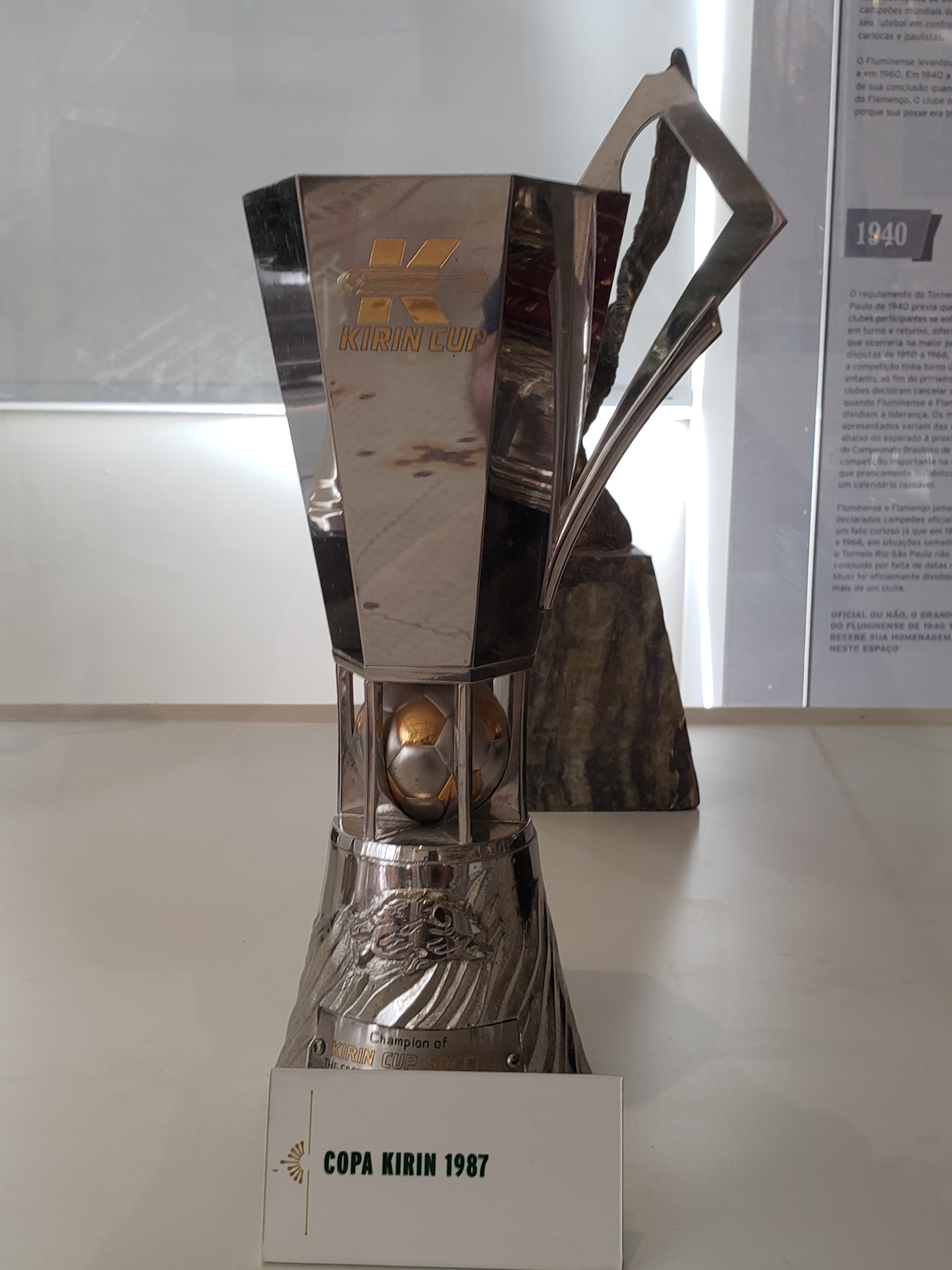
Kirin Cup 1987.

De Kirin Cup 1987 was de 10e editie van de Kirin Cups. Het toernooi werd gehouden van 24 tot en met 31 mei 1987, het werd gespeeld in verschillende steden in Japan. De winnaar van dit toernooi was het Braziliaanse Fluminense, zij wonnen dit toernooi voor 1e keer. In de finale werd het Italiaanse Torino verslagen. Kameroen zou meedoen aan dit toernooi maar trok zich terug, Senegal nam toen de plek van dat land in.

## Groepsfase
| Pos | Land          | Wed | Win | Gel | Ver | DV | DT | +/− | Pnt |
| --- | ------------- | --- | --- | --- | --- | -- | -- | --- | --- |
| 1   | Torino FC     | 3   | 2   | 1   | 0   | 5  | 2  | +3  | 5   |
| 2   | Fluminense FC | 3   | 1   | 2   | 0   | 8  | 1  | +7  | 4   |
| 3   | Japan         | 3   | 0   | 2   | 1   | 2  | 3  | –1  | 2   |
| 4   | Senegal       | 3   | 0   | 1   | 2   | 3  | 12 | –9  | 1   |

### Wedstrijden
|             |       |       |               |                          |
| 24 mei 1987 | Japan | 0 – 0 | Fluminense FC | Nationaal Stadion, Tokio |
| 24 mei 1987 |       |       |               | Nationaal Stadion, Tokio |

|             |                                                                  |       |                   |                                            |
| 24 mei 1987 | Torino FC                                                        | 3 – 1 | Senegal           | Sapporo Maruyama Baseball Stadion, Sapporo |
| 24 mei 1987 | Giancarlo Corradini 30' Gianluigi Lentini 46' Pietro Mariani 80' |       | 86' Boubou Ndiaye | Sapporo Maruyama Baseball Stadion, Sapporo |

|             |           |       |               |                            |
| 25 mei 1987 | Torino FC | 1 – 1 | Fluminense FC | Kusanagi Stadion, Shizuoka |
| 25 mei 1987 | Junior 6' |       | 47' Paulinho  | Kusanagi Stadion, Shizuoka |

|             |                                 |       |         |                               |
| 27 mei 1987 | Japan                           | 2 – 2 | Senegal | Prefectual Stadion, Hiroshima |
| 27 mei 1987 | Hiromi Hara Yoshiyuki Matsuyama |       | Ndao    | Prefectual Stadion, Hiroshima |

|             |       |           |           |                               |
| 29 mei 1987 | Japan | 0 – 1     | Torino FC | Paloma Mizuho Stadion, Nagoya |
| 29 mei 1987 |       | Corradini |           | Paloma Mizuho Stadion, Nagoya |

|             |                                     |       |         |                            |
| 29 mei 1987 | Fluminense FC                       | 7 – 0 | Senegal | Kobe Central Stadion, Kobe |
| 29 mei 1987 | Asis Tato Adwaldo Washington ? e.d' |       |         | Kobe Central Stadion, Kobe |

## Finale
|             |                         |       |           |                                                                |
| 31 mei 1987 | Fluminense FC           | 2 – 0 | Torino FC | Nationaal Stadion, Tokio Scheidsrechter: Joseph B. Worral (ENG |
| 31 mei 1987 | Washington 26' Tato 44' |       |           | Nationaal Stadion, Tokio Scheidsrechter: Joseph B. Worral (ENG |

| Winnaar Kirin Cup 1987 |
| ---------------------- |
|                        |
| Fluminense FC 1e titel |